# Павло II Чорний
Павло II Чорний — сирійський патріарх Антіохійський і всього Сходу в 564—575 роках. Призначення Павла патріархом стало причиною одних із найсерйозніших смут, які переживало монофізитство в VI столітті.

## Біографія
Павло Бет-Укамський, що означає «з дому чорних» або «з сім'ї негрів і євнухів» народився в Олександрії.
Здобув освіту в сирійському монастирі Губа Барайя, після чого складався секретарем патріарха Феодосія. У цей час візантійські монофізити переживали період глибокого розколу, зокрема, з питання про тритеїзм.
Отримавши в 557 році хіротонію від Феодосія патріарх Антіохійський Сергій був прихильником цього вчення. Після смерті Сергія близько 560 року, Феодосій, що діяв як de facto глава нехалкідонітов у всьому світі, чекав три роки, перш ніж зупинити свій вибір на кандидатурі свого секретаря. Близько 564 року він звернувся з проханням до Якова Барадея поставити Павла патріархом, що й було зроблено в 564 році.